# Typhlodromus luzonensis
Typhlodromus luzonensis är en spindeldjursart som beskrevs av Schicha och Corpuz-Raros 1992. Typhlodromus luzonensis ingår i släktet Typhlodromus och familjen Phytoseiidae. Inga underarter finns listade i Catalogue of Life.